# Callirhytis
Callirhytis är ett släkte av steklar. Callirhytis ingår i familjen gallsteklar.
Kladogram enligt Catalogue of Life:
| Callirhytis | \| \| Callirhytis erythrocephala \| \| \| \| \| \| Callirhytis glandium \| \| \| \| |
|             | \| \| Callirhytis erythrocephala \| \| \| \| \| \| Callirhytis glandium \| \| \| \| |
|             | Callirhytis erythrocephala                                                          |
|             |                                                                                     |
|             | Callirhytis glandium                                                                |
|             |                                                                                     |